# Metschnikowia mauinuiana
Metschnikowia mauinuiana är en svampart som beskrevs av Lachance 2005. Metschnikowia mauinuiana ingår i släktet Metschnikowia och familjen Metschnikowiaceae.   Inga underarter finns listade i Catalogue of Life.